# 伊爾扎韋齊 (諾索夫卡區)
50°58′37″N 31°25′57″E / 50.97694°N 31.43250°E
伊爾扎韋齊（烏克蘭語：Іржавець）是位於烏克蘭北部切爾尼希夫州裏尼任區的村莊，面積2.08平方公里，海拔高度118米，2023年人口413 （页面存档备份，存于），人口密度每平方公里264.9人。